# 天际岭隧道
天际岭隧道位于湖南省长沙市湘江河东主干道万家丽路以南，为万家丽路贯通天际岭森林公园的山底隧道。隧道呈南北向，位于湘府路以南、时代阳光大道以北路段，全长444米，由东西两个洞群组成，东洞长433米，西洞长396米，每洞均为单向三车道，单洞开挖度为17.78米，净跨度为15.76米。工程总投资约2亿元。于2003年4月正式开工建设，西洞隧道于2004年3月25日贯通，东西双洞于2006年9月8全面竣工通车。